# Poabromylus
Poabromylus es un género extinto de los artiodáctilos, de la familia Protoceratidae, endémico de América del Norte en el Eoceno, que vivió entre 46.2—33.9 millones de años, durante alrededor de 12.3 M.a.

## Taxonomía
Poabromylus fue nombrado por Peterson en 1931. Su especie tipo es Poabromylus kayi. Fue asignado a Protoceratidae por Peterson en 1931, Carroll en 1988, Prothero en 1998 y Prothero y Ludtke en 2007.

## Morfología
Poabromylus se asemejaba a los ciervos actuales, aunque están más estrechamente emparentados con los camélidos. Poseían cuernos en los lugares típicos además de cuernos faciales adicionales que se localizaban por encima de la cavidad orbitaria.

### Masa corporal
Tres especímenes de Poabromylus fueron analizados por M. Mendoza, C. M. Janis, and P. Palmqvist. Estos fueron determinados según sus masas corporales:
- Espécimen 1: 19,6 kg (43,2 lb)
- Espécimen 2: 25,9 kg (57,1 lb)
- Espécimen 3: 12,8 kg (28,2 lb)

## Distribución fósil
Sus fósiles se han encontrado en: 
- Big Red Horizon, Formación Chambers Tuff, Condado de Presidio, Texas.
- Titus Canyon, Formación Titus Canyon, Condado de Inyo, California.
- Titanothere Quarry, Formación Duchesne River, Condado de Uintah, Utah.
- Badwater Locality, Formación Wagon Bed Formation, Condado de Natrona, Wyoming.